# Magnum Rolle
Pour les articles homonymes, voir Rolle.
Magnum Rolle, né le 23 février 1986 à Freeport, aux Bahamas, est un joueur bahaméen de basket-ball, évoluant au poste de pivot.